# De Cock en de ongehoorde moord
De Cock en de ongehoorde moord  is het tweeënnegentigste deel van de Nederlandse detectiveserie De Cock.

## Hoofdrolspelers
- Het recherchetrio Jurre de Cock, Dick Vledder en Appie Keizer, sinds deel 90 versterkt met de voormalige stagiaire Lotty.
- Corneel Buitendam, commissaris bureau Warmoesstraat.
- Anna Bleekland 14-02-1965, alias Drentse Annie, werkte in de Bloedsteeg en was niet geliefd bij collega's en klanten. Smalle Lowietje krijgt nog 175 gulden van haar.
- Julius de Vree,1993, voormalig uitgever, nu podcastmaker. Hij blijkt een halfbroer Bert(1982) te hebben, die na overlijden van Julius de erfenis komt opeisen.
- Johan Hof, uitgever en voormalig zakenpartner van Julius.
- Marieke Jongejan, medewerker van Julius en een eerdere vriendin van Johan en Julius.
- June Mantel actrice en laatste vriendin van Julius.
- Tonny(Anton)  Wagenmakers, was 30 jaar geleden de pooier van Annie, inmiddels eigenaar van een tweetal elektronicazaken. Destijds ten onrechte 2 dagen vastgezet door De Cock
- Meester Constant Weijers, zoon van de overbekende rechter bij het Amsterdamse Gerechtshof, Cornelis Weijers
- Meester Schaap, leeft zijn nadagen in een luxe verzorgingsflat, is oud Hoofdofficier van Justitie. Hij vond en vindt Jurre te rechtlijnig en te onkreukbaar.

## Plot
Met enige tegenzin werkt de Cock toch mee aan een podcast over een cold case, de onopgeloste moord op Drentse Annie, ruim 25 jaar geleden. Hij herinnert zich dat destijds de Hoofdofficier van Justitie al snel had besloten dat De Cock het onderzoek moest staken.
Marieke meldt wat later dat de podcastmaker Julius dood is: hij blijkt gewurgd.
En na een bezoek van de Cock aan de oude Hoofdofficier van destijds, wordt laatstgenoemde een dag later eveneens gewurgd aangetroffen.
Corneel Buitendam ziet de zaken nu uit de hand lopen en dringt bij De Cock aan op snelheid in zijn onderzoek. Dode magistraten liggen heel gevoelig.
De Cock overweegt dat de 3 moorden door dezelfde moordenaar zijn gepleegd. Onder de grote groep verdachten blijven er qua leeftijd maar 2 over. Tonny Wagenmaker heeft een sluitend alibi voor de moord op Meester Schaap. De Cock had daarom dwingend aan zijn chef gevraagd de laatste moord nog 1 dag stil te houden.
De podcaststudio wordt een val waarin Constant Weijers de moord bekent. Zijn verklaring staat tegelijkertijd op band, waarmee De Cock met achtergelaten DNA-materiaal op de laatste dode de zaak netjes rond heeft.
Bij het afsluitende diner thuis legt De Cock het nog eens uit aan zijn team. Julius ontving als enig kind een dikke erfenis toen zijn ouders een half jaar geleden bij een auto-ongeluk overleden. Hij kwam er toen pas achter dat hij een aangenomen kind was van zijn stiefouders. Ze hadden hem nooit verteld dat zijn biologische moeder een verslaafde hoer was. Hij besloot een podcast te maken over de onopgeloste moord op zijn moeder. Het werd zijn dood en die van Meester Schaap. 
Constant Weijers was als zestienjarige in het peeskamertje van Drentse Annie beland. Laatstgenoemde lachte hem uit waarop hij in een vlaag van woede de zwakke vrouw wurgde. Zijn vader wist Hoofdofficier Schaap opdracht te geven dat De Cock de zaak snel moest sluiten. Er waren ernstiger zaken destijds in Amsterdam te onderzoeken dan de moord op een verslaafde hoer.